# Tipula (Acutipula) sicula
Tipula (Acutipula) sicula is een tweevleugelige uit de familie langpootmuggen (Tipulidae). De soort komt voor in het Oriëntaals gebied.